# Land Rover Freelander

Land Rover Freelander är en SUV i kompaktsegmentet tillverkad av Land Rover mellan 1997 och 2014.
Modellen har så kallad "passiv" fyrhjulsdrift. Den är alltså framhjulsdriven tills framhjulen tappar fästet.
Därefter kopplas bakhjulen in via en viskokoppling som kan fördela från 95% av drivkraften fram, till 50% fram/bak.
På många modeller kan viskokopplingen sluta fungera efter ett visst antal körda mil, då är bilen endast framhjulsdriven, vilket oftast inte märks förrän man verkligen behöver fyrhjulsdriften. Den första modellen presenterades 1997, och genomgick en ansiktslyftning under 2003, vilket innebar nyare rundare front samt en del tekniska förändringar.

## Freelander II
En ny modell kom under 2006 och bygger på den så kallade EUCD-plattformen som även används i Ford Mondeo, Volvo S80, Volvo V70/Volvo XC70 och Volvo XC60. Bottenplattan görs enkom för denna bil i den egna fabriken i Liverpool.
Till skillnad från sin föregångare har den nya modellen ett aktivt system för fyrhjulsdriften. Den använder samma Haldex-system för inkoppling av fyrhjulsdriften som Volvo men med av Land Rover utvecklade unika "Off Road"-funktioner för styrning av Haldexkopplingen för att ge optimal funktion i olika typer av terräng.
Bilen erbjuds till försäljning med två drivlinor, en fyrcylindrig dieselmotor Td4 på 2.2 liter och en rak sexcylindrig bensinmotor på 3.2 liter.
Dieselmotorn ger en effekt på 152 hästkrafter och ett vridmoment på 400 Newtonmeter.
Bensinmotorn är en variant av den Volvoutvecklade raka sexcylindriga motor som återfinns i de bilar från Volvo som bygger på samma plattform. I Land Rovers utförande ger motorn 233 hästkrafter och 317 Newtonmeter, vilket är något mindre än hos Volvo på grund av Land Rovers anpassning av installationen för att klara större vadningsdjup.